# Glencore
Glencore Xstrata plc é uma empresa multinacional anglo-suíça de commodities de mineração com sede internacional em Baar, na Suíça.
Fundada pelo israeliano-belga-espanhol Marc Rich, trabalha também com metais, produtos agrícolas e energia. O Patrinômio é de US$ 145 mil milhões em metais, minerais, produtos agrícolas, distribuição de combustíveis e de energia; fundada pelo israeliano-belga-espanhol Marc Rich, acusada pela CIA de subornar governantes e que controla 34 por cento da mineira global suíço-britânica Xstrata. Apostou na subida do trigo durante a seca russa (The Financial Times, 24/4/11); o banqueiro Nat Rothschild "recomendou" o seu polémico novo director Simon Murray (The Daily Telegraph, 23/4/11); destaca a circularidade financeira do binómio Rotschchild-Rich.